# Simon Staho
Simon Staho (* 2. Juni 1972) ist ein dänischer Filmregisseur.

## Leben
Staho arbeitete mit einer Reihe namhafter schwedischer Darsteller an seinen Filmen, die meist die Schicksale von Einzelgängern in der modernen Gesellschaft beschreiben und bei zahlreichen Festivals zu sehen waren.
2004 erhielt Dag och Natt den Silver Hugo Award der Internationalen Filmfestspiele von Chicago; seine beiden folgenden Filme wurden für das Filmfestival San Sebastian ausgewählt. 
Himlens Hjärta lief 2008 bei der Berlinale.
Magi i Luften lief 2012 bei der Berlinale.

## Filmografie
- 1998: Vildspor
- 2002: Nu
- 2004: Dag och Natt
- 2005: Bang Bang Orangutang
- 2007: Daisy Diamond
- 2008: Himlens Hjärta
- 2009: Kärlekens Krigare
- 2011: Magi i Luften